# Guillaume de la Marche
Guillaume de La Marche né à La Marche-en-Barrois en 1333 et mort 1420 à Paris en était un religieux fondateur du Collège de la Marche, Impasse Maubert à Paris.

## Biographie

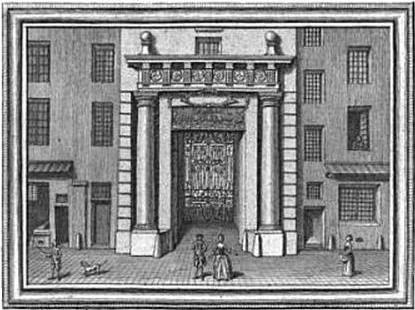
Façade du Collège de la Marche

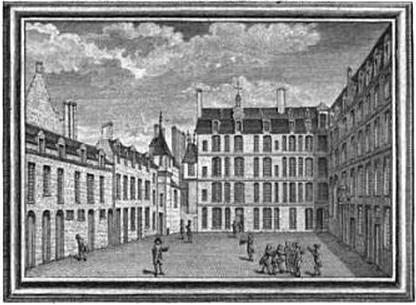
Cour du collège de la Marche

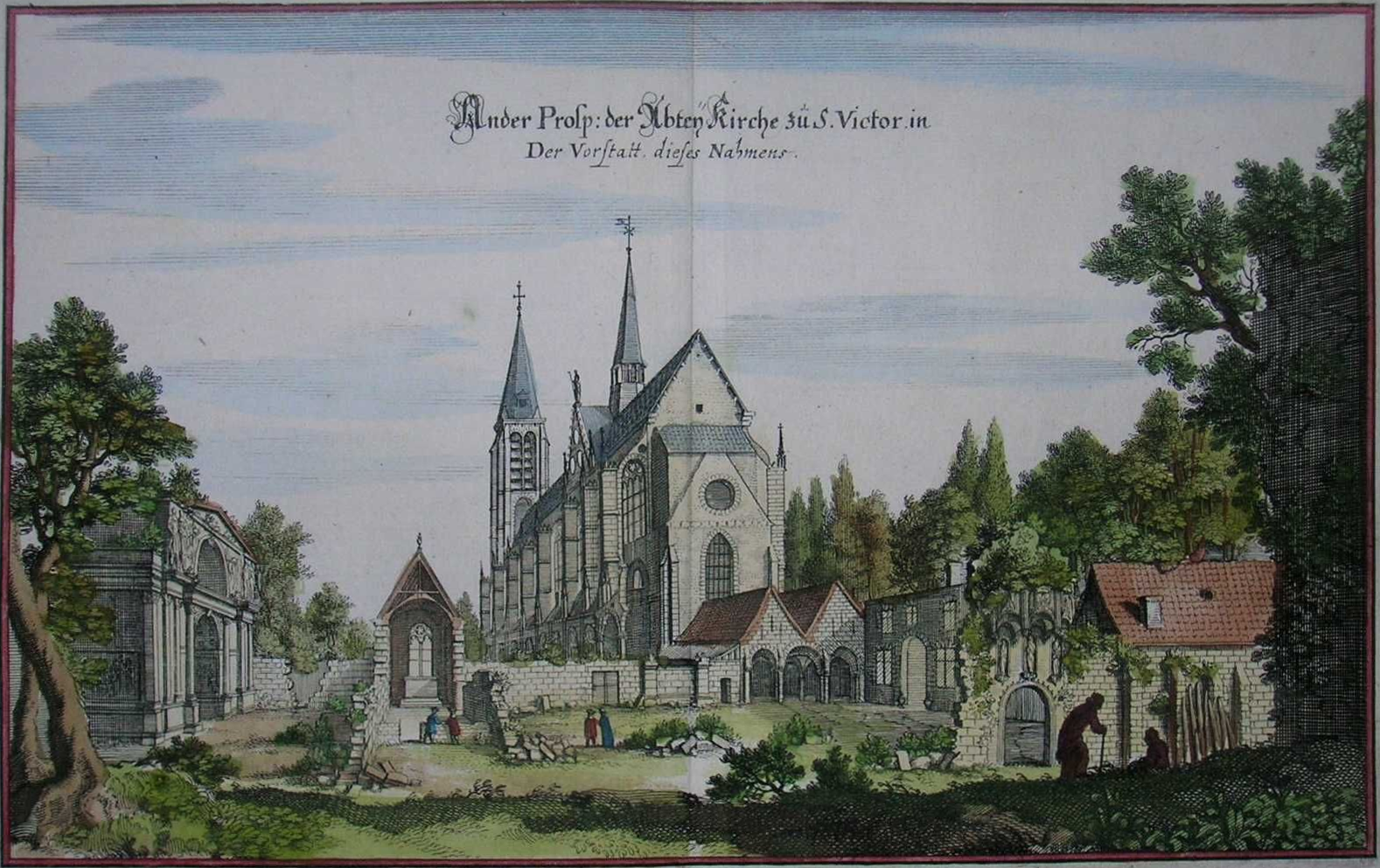
Cimetière de l'abbaye Saint-Victor

Guillaume de la Marche était licencié en droit Canon, prêtre, et chanoine de Toul. Il fut élu procureur-syndic de la Nation française de l'Université de Paris en 1362 et 1365. Sa qualité d'avocat à la cour ecclésiastique lui permet, si l'on en croit Dom Calmet, de gagner de très grands biens. En 1362, avec son parent Jean de La Marche, auditeur de rote pour la France auprès du pape Grégoire XI, il négocie le bail de l'ancien collège de Constantinople, dit aussi collège Grec, fondé en 1202 et qui était situé Cul de sac d'Amboise, près de la place Maubert. Il pourra acquérir le collège quelques années plus tard en 1380.
Sous sa direction, le collège devint un des plus remarquables de Paris.
Il meurt en avril 1420 et est inhumé à l'abbaye Saint-Victor. Son ami Beuve de Winville est son exécuteur testamentaire et perpétue son œuvre. Beuve de Winville ajoute sa propre fortune à celle laissée par Guillaume et agrandit le collège en achetant Rue de la Montagne-Sainte-Geneviève un bâtiment appartenant aux religieux de Senlis.
Le collège fondé par Guillaume de La Marche accueillera, jusqu'à la Révolution française quatre élèves boursiers ainsi qu'un Principal, un Procureur, un Trésorier et un Chapelain tous originaires de Lamarche. L'établissement  bénéficiait en 1789, soit de plus trois cent cinquante ans après la mort de Guillaume, de 30 000 livres de rentes. La ville de Lamarche ne reçut jamais de compensations financières pour cette perte.
Guillaume de la Marche avait aussi réservé deux autres places de boursier pour des étudiants pauvres originaires de Rosières-aux-Salines où il avait été curé.

## Hommages
Une rue depuis 1977 et le collège de Lamarche portent son nom.